# Laetia corymbulosa
Laetia corymbulosa är en videväxtart som beskrevs av Richard Spruce och George Bentham. Laetia corymbulosa ingår i släktet Laetia och familjen videväxter. Inga underarter finns listade i Catalogue of Life.